# Baron Hamilton of Strabane
Baron Hamilton, of Strabane in the County of Tyrone, ist ein erblicher britischer Adelstitel in der Peerage of Ireland. Zur Unterscheidung von anderen Baronien Hamilton wird der Titel auch Baron Hamilton of Strabane genannt.

## Verleihung und Geschichte des Titels
Der Titel wurde am 8. Mai 1617 durch Letters Patent für Hon. James Hamilton geschaffen. Die Verleihung erfolgte mit dem besonderen Zusatz, dass der Titel in Ermangelung männlicher Nachkommen auch an die anderen Söhne seines Vaters vererbbar sei. Er beerbte 1618 seinen Vater als 2. Earl of Abercorn und 1621 seinen Großvater als 2. Lord Paisley. 1634 verzichtete er zugunsten seines jüngeren Bruders Hon. Claud Hamilton auf die Baronie. Formell gab er die Baronie hierzu der Krone zurück, die den Titel am 14. August 1634 an Claud neu verlieh, mit dem Zusatz, dass der Titel hinsichtlich der protokollarischen Rangordnung als am 8. Mai 1617 geschaffen gilt, so dass Claud als 2. Baron gezählt wurde. Das Earldom und die Lordship fielen hingegen beim Tod des 1. Barons an dessen Sohn George Hamilton als 3. Earl und bei dessen kinderlosem Tod um 1683 an Claud Hamilton, 5. Baron Hamilton of Strabane, den Enkel des 2. Barons. Da dieser 1690 auf Seiten der Jakobiten gegen den König kämpfte, wurde er 1691 posthum geächtet und ihm die Baronie aberkannt. Sein jüngerer Bruder und Erbe Charles Hamilton, 5. Earl of Abercorn, erreichte am 24. Mai 1692 die Aufhebung der Ächtung und Wiederherstellung des Titels als 5. Baron Hamilton of Strabane. Die Baronie ist seither ein nachgeordneter Titel des jeweiligen Earls of Abercorn.
Der 9. Earl wurde 1790 auch zum Marquess of Abercorn und dessen Enkel, der 2. Marquess, auch zum Duke of Abercorn und Marquess of Hamilton of Strabane erhoben. Die obigen Titel sind seither nachgeordnete Titel des jeweiligen Dukes of Abercorn.

## Liste der Barone Hamilton of Strabane (1617)
- James Hamilton, 2. Earl of Abercorn, 1. Baron Hamilton of Strabane (um 1614–um 1670) (Titelverzicht 1634)
- Claud Hamilton, 2. Baron Hamilton of Strabane († 1638)
- James Hamilton, 3. Baron Hamilton of Strabane (1633–1655)
- George Hamilton, 4. Baron Hamilton of Strabane († 1668)
- Claud Hamilton, 4. Earl of Abercorn, 5. Baron Hamilton of Strabane (1658–1691) (Titel verwirkt 1691)
- Charles Hamilton, 5. Earl of Abercorn, 6. Baron Hamilton of Strabane († 1701) (Titel wiederhergestellt 1692)
- James Hamilton, 6. Earl of Abercorn, 7. Baron Hamilton of Strabane (um 1661–1734)
- James Hamilton, 7. Earl of Abercorn, 8. Baron Hamilton of Strabane (1685–1744)
- James Hamilton, 8. Earl of Abercorn, 9. Baron Hamilton of Strabane (1712–1789)
- John Hamilton, 1. Marquess of Abercorn, 10. Baron Hamilton of Strabane (1756–1818)
- James Hamilton, 1. Duke of Abercorn, 11. Baron Hamilton of Strabane (1811–1885)
- James Hamilton, 2. Duke of Abercorn, 12. Baron Hamilton of Strabane (1838–1913)
- James Hamilton, 3. Duke of Abercorn, 13. Baron Hamilton of Strabane (1869–1953)
- James Hamilton, 4. Duke of Abercorn, 14. Baron Hamilton of Strabane (1904–1979)
- James Hamilton, 5. Duke of Abercorn, 15. Baron Hamilton of Strabane (* 1934)

Titelerbe (Heir apparent) ist der Sohn des aktuellen Titelinhabers, James Hamilton, Marquess of Hamilton (* 1969).